# Roulage (aéronautique)
Pour les articles homonymes, voir Roulage.

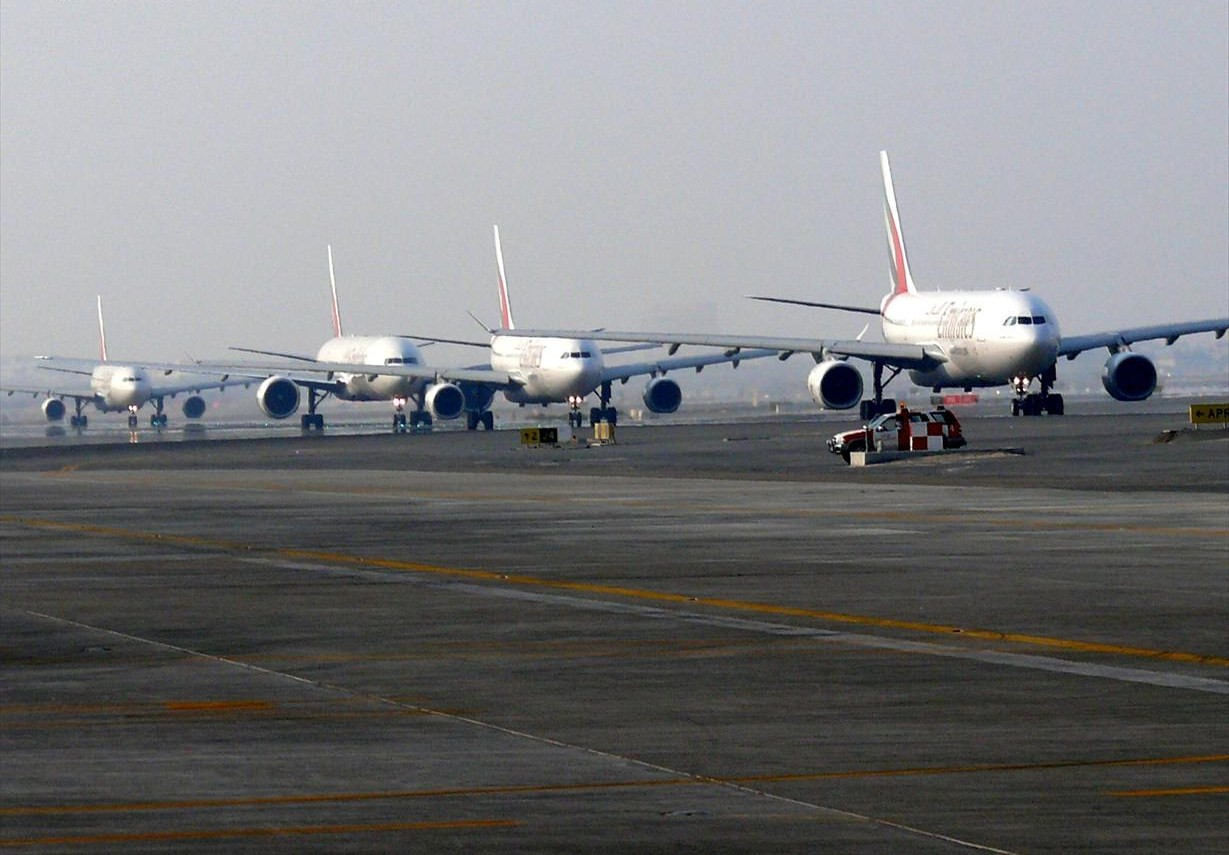
Avions de ligne en cours de roulage vers la piste de décollage sur l'aéroport de Dubaï.

En aéronautique, le roulage (le terme anglais « taxi » est plus communément utilisé dans le jargon aéronautique) est la phase précédant le décollage et suivant l'atterrissage, pendant laquelle un aéronef se déplace au sol en utilisant son ou ses propulseurs.

## Cas général

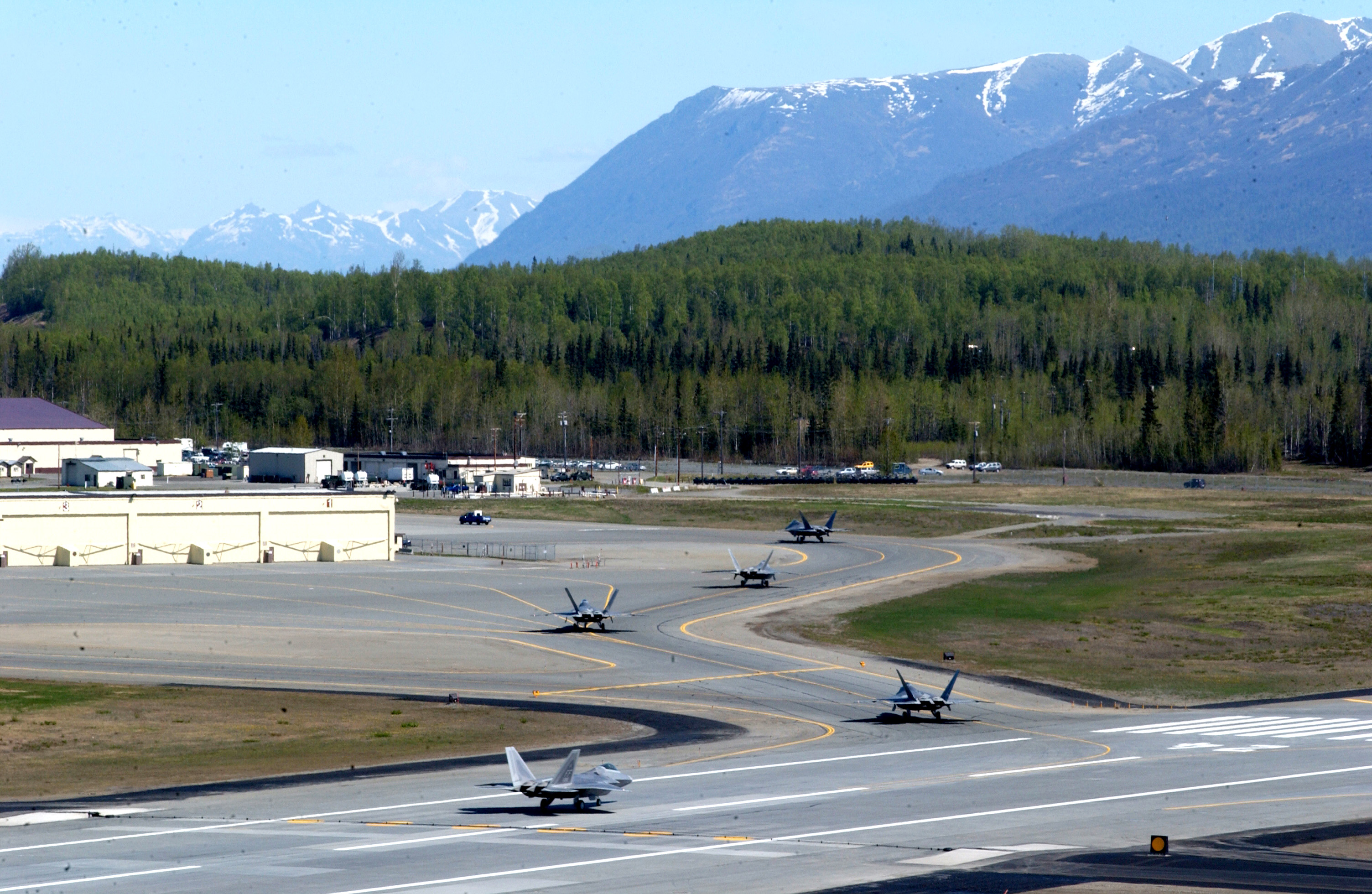
Cinq F-22 de l'armée de l'air américaine en cours de roulage retour sur une base aérienne (Alaska, 2006).

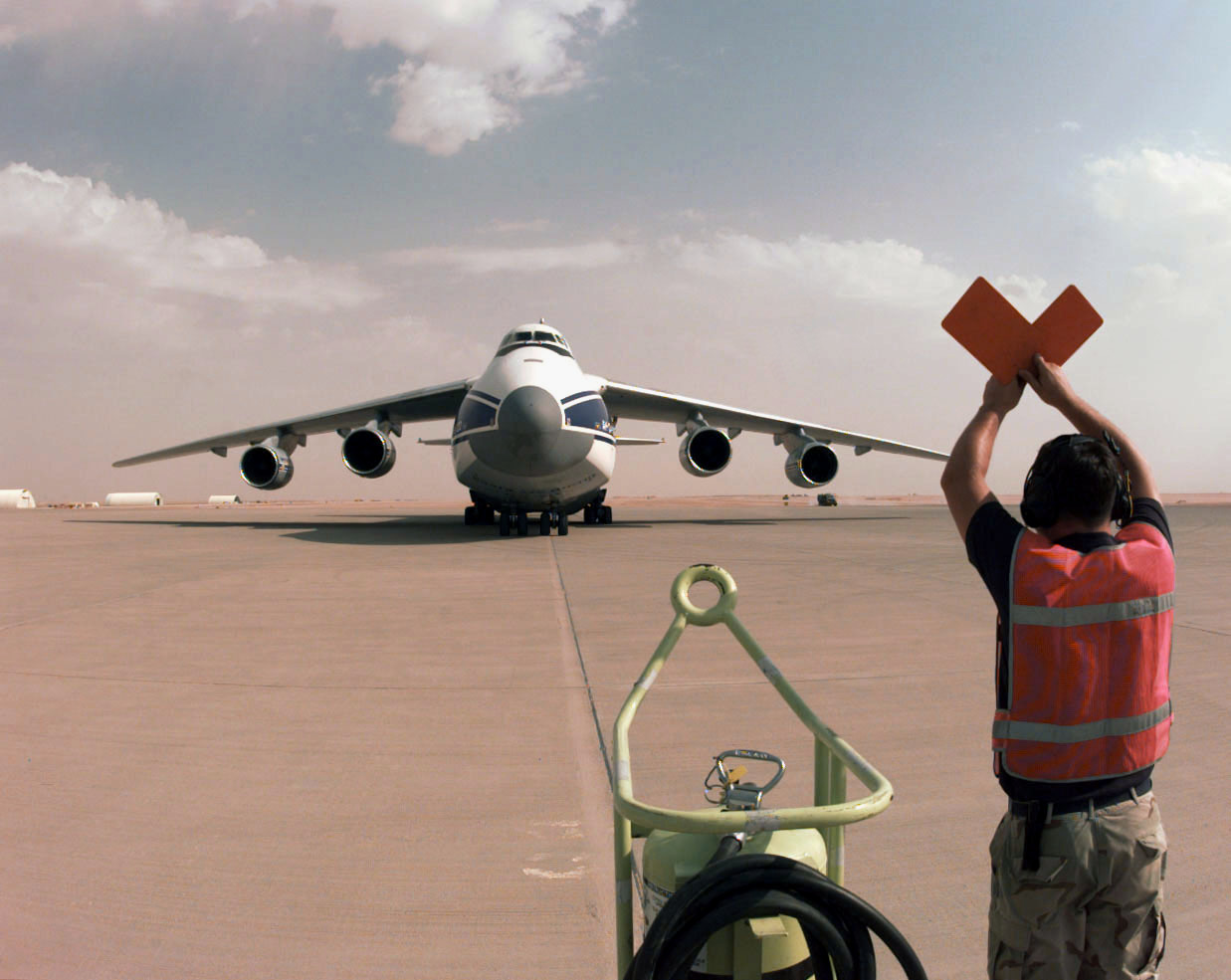
Antonov An-124 guidé vers son point de stationnement en fin de roulage par un marshaller (Arabie Saoudite, 1996).

Un vol comprend cinq phases principales : roulage, décollage, croisière, atterrissage et roulage.
Les phases de roulage sont celles où l'aéronef quitte son point de stationnement pour rejoindre la piste de décollage et, inversement, où l'aéronef quitte la piste d'atterrissage pour rejoindre son point de stationnement. En pratique, le roulage au départ se termine lorsque l'avion atteint le point d'arrêt situé à l'entrée de la piste - le contrôleur doit alors lui donner l'autorisation de s'aligner pour le décollage ; le roulage à l'arrivée commence lorsque le pilote annonce qu'il a le contrôle de son appareil au sol - vitesse suffisamment faible pour lui permettre d'emprunter les voies de circulation sans danger.
Les aérodromes disposent de voies de circulation balisées sur lesquels l'aéronef se déplace grâce à ses propulseurs. L'autorisation de roulage est donnée par le contrôleur aérien de l'aérodrome. Sur les grands aéroports cette fonction est parfois assurée par un contrôleur spécialisé à partir d'une tour de contrôle dédiée.
La majorité des avions ont une visibilité réduite (angle mort) sur la zone proche de leur nez. La fin du roulage et le stationnement sont assurés avec l'aide d'un 'marshaller'.

## Terminologie
Le jargon aéronautique utilise couramment les termes anglais « taxi, taxiing, taxiway » pour leurs équivalents rouler, roulage ou taxiage et voie de circulation.
Le terme « roulage » bien qu'étymologiquement incorrect, est utilisé pour tous les déplacements d'aéronefs sur une plateforme y compris les hydravions et les hélicoptères qui, lorsqu'ils ne sont pas équipés de roues, se déplacent à environ un mètre du sol, en vol lent.
Les déplacements tractés d'aéronefs entre les hangars et les points de stationnement ou pour le dégager de son point d'embarquement (anglais « pushback ») ne sont pas inclus dans le roulage.

## Technologie

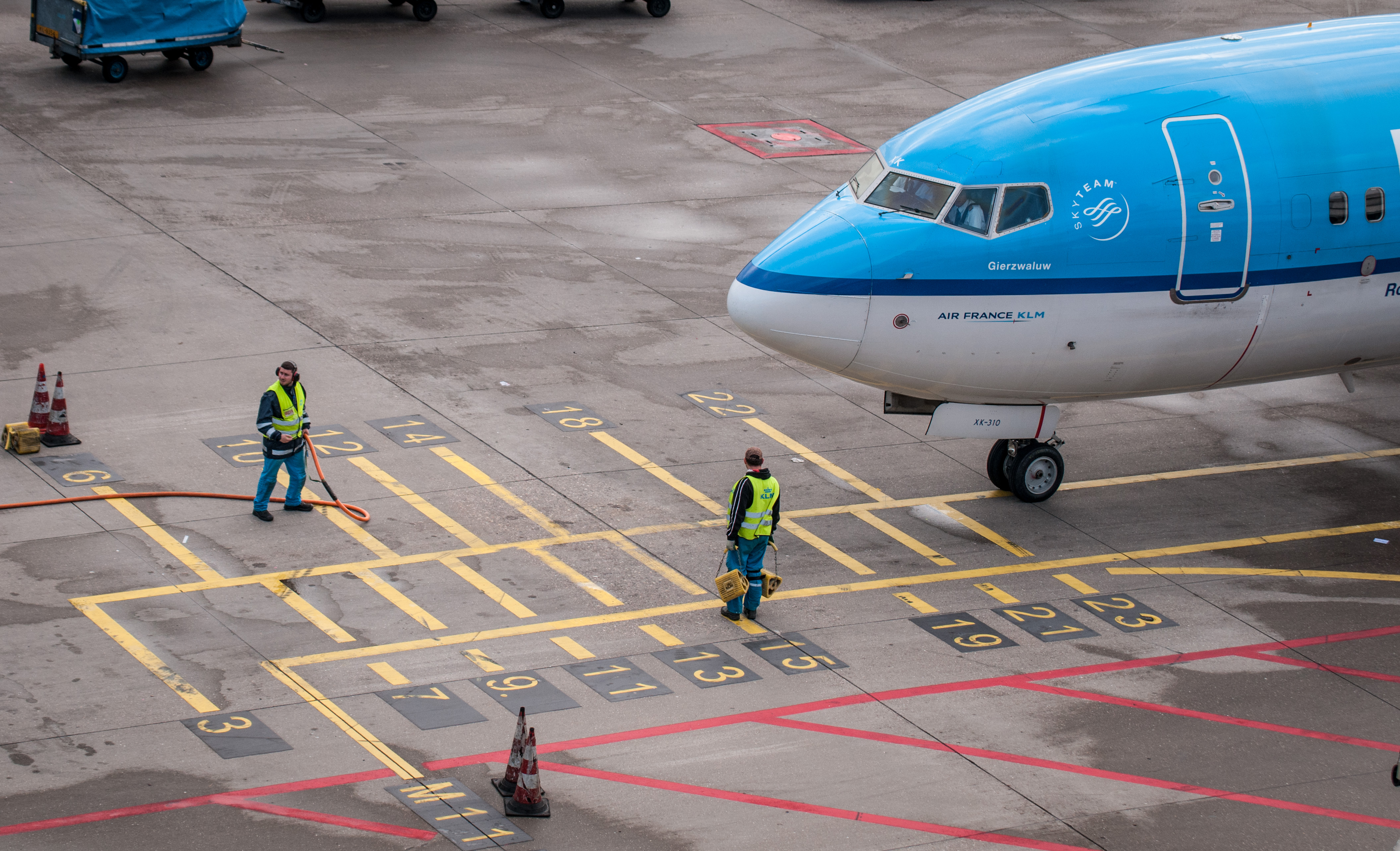
Arrivée au point de stationnement à Schiphol d'un Boeing 737 de la KLM. Un système propre à l'aéroport d'Amsterdam composé des capteurs et d'ordinateurs calcule automatiquement les distances de parking et les retransmet aux avions sans l'intermédiaire d'un marshaller.

L'énergie nécessaire est fournie par les propulseurs de l'aéronef, hélice ou réaction. Lorsque l'avion est équipé d'un train d'atterrissage tricycle, la roulette de nez est utilisée pour le diriger. Elle est généralement commandée par le palonnier. Sur un train classique, c'est la roulette de queue qui permet de diriger l'appareil. Certains avions n'ont pas de roues orientables et utilisent un système de freinage différentiel pour se diriger. D'autres, en particulier les hydravions, n'utilisent que leur gouverne de direction mais celle-ci est relativement inefficace à basse vitesse.
Les avions équipés d'hélices à pas variables ou d'inverseurs de poussée peuvent utiliser ces moyens pour effectuer une marche arrière mais, pour des raisons de sécurité et à proximité des installations, cette méthode est rarement mise en œuvre.
Sur les grands aéroports les durées de roulage peuvent atteindre une quinzaine de minutes ce qui représente une part non négligeable du carburant consommé pour les avions court-courrier. La propulsion à partir d'un moteur électrique sur la roulette de nez permettrait d'utiliser l'énergie fournie par l'APU et donc de couper les moteurs principaux.

## Pilotage et sécurité
La majeure partie de la masse de l'avion repose sur le train principal. La pression au sol de la roulette de nez ou de queue est faible, ce qui rend les avions survireurs même à faible vitesse.
La phase de roulage est délicate sur le plan de la sécurité en raison des risques de projection de débris causés par les moteurs. Les avions respectent une distance de sécurité entre eux lorsqu'ils se suivent sur une voie de circulation.